# Löschenrod
Löschenrod ist ein Ortsteil der Gemeinde Eichenzell im osthessischen Landkreis Fulda.

## Geographie

### Geographische Lage
Löschenrod liegt in den westlichen Ausläufern der Rhön, südlich von Fulda bei der Abzweigung der Frankfurter von der Würzburger Straße. Östlich von Löschenrod verläuft der Fluss Fulda, westlich der Fluss Fliede.

### Nachbargemeinden
Löschenrod grenzt im Südwesten und Süden an Kerzell, im Norden an Fulda-Bronnzell und im Osten an Eichenzell.

## Geschichte

### Ortsgeschichte

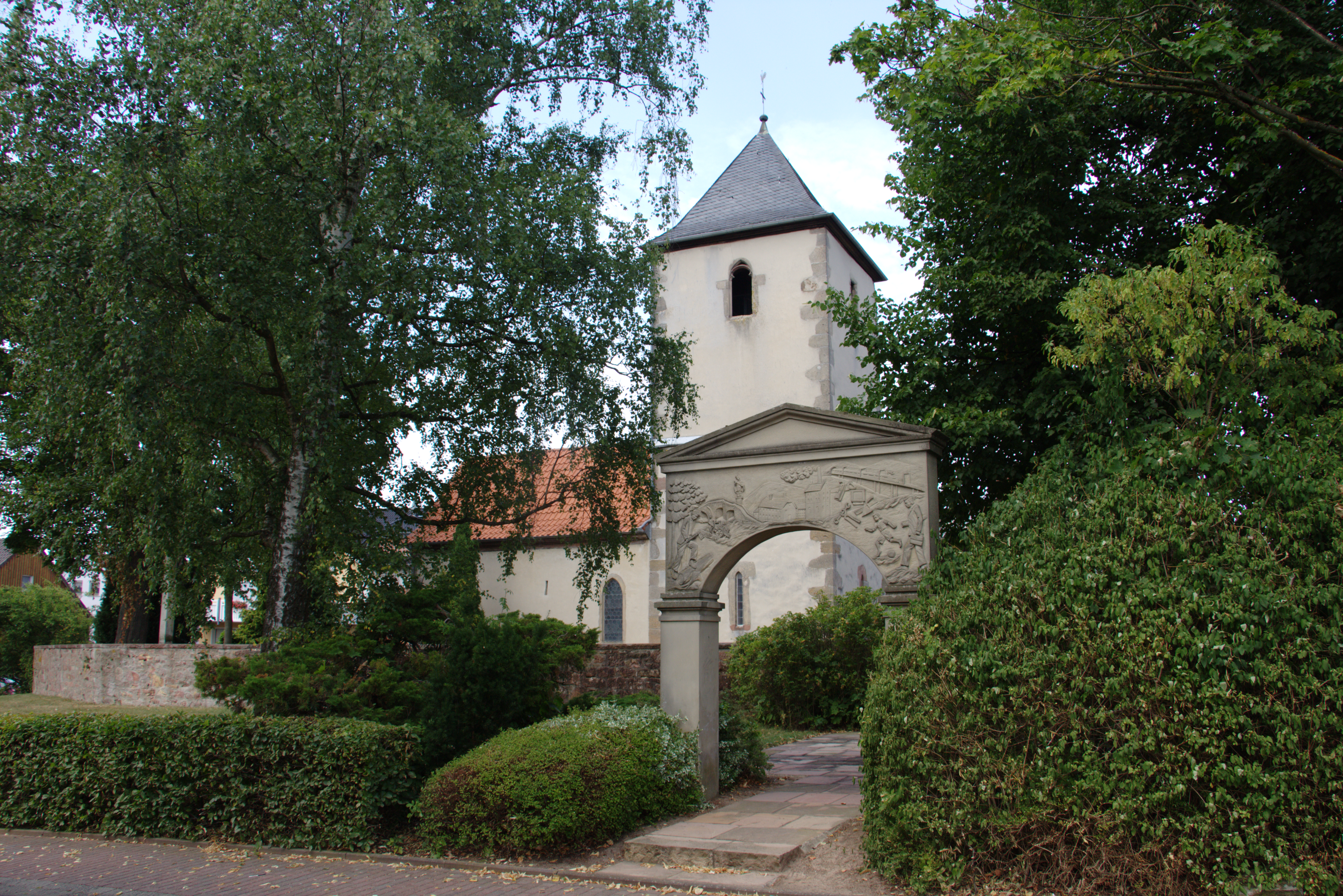
Historische Wehrkirche (1386) seit 1986 Marienkapelle

Die älteste bekannte schriftliche Erwähnung von Löschenrod erfolgte unter dem Namen „Lessenrode“  (Rodung der Familie Leisse) im Jahr 1303.
Die um 1386 erbaute gotische Wehrkirche ist heute eine Marienkapelle und gleichzeitig das Wahrzeichen des Ortes. Die neue Auferstehungskirche wurde 1968 eingeweiht.
Zum 1. August 1972 wurde die bis dahin selbständige Gemeinde Löschenrod im Zuge der Gebietsreform in Hessen kraft Landesgesetz als Ortsteil in die zuvor gebildete Großgemeinde Eichenzell eingegliedert.
Für Löschenrod wurde, wie für die übrigen Ortsteile von Eichenzell, ein Ortsbezirk mit Ortsbeirat und Ortsvorsteher nach der Hessischen Gemeindeordnung eingerichtet.

### Verwaltungsgeschichte im Überblick
Die folgende Liste zeigt die Staaten und Verwaltungseinheiten, denen Löschenrod angehört(e):
- vor 1803: Heiliges Römisches Reich, Hochstift Fulda, Centoberamt Fulda
- 1803–1806: Heiliges Römisches Reich, Fürstentum Nassau-Oranien-Fulda, Fürstentum Fulda, Johannesberg
- 1806–1810: Kaiserreich Frankreich, Fürstentum Fulda (Militärverwaltung)
- 1810–1813: Großherzogtum Frankfurt, Departement Fulda, Distrikt Johannesberg
- ab 1816: Kurfürstentum Hessen, Großherzogtum Fulda, Amt Neuhof[7]
- ab 1821/22: Kurfürstentum Hessen, Provinz Fulda, Kreis Fulda[8][Anm. 2]
- ab 1848: Kurfürstentum Hessen, Bezirk Fulda
- ab 1851: Kurfürstentum Hessen, Provinz Fulda, Kreis Fulda
- ab 1867: Königreich Preußen,[Anm. 3] Provinz Hessen-Nassau, Regierungsbezirk Kassel, Kreis Fulda
- ab 1871: Deutsches Reich,  Königreich Preußen, Provinz Hessen-Nassau, Regierungsbezirk Kassel, Kreis Fulda
- ab 1918: Deutsches Reich, Freistaat Preußen, Provinz Hessen-Nassau, Regierungsbezirk Kassel, Kreis Fulda
- ab 1944: Deutsches Reich, Freistaat Preußen, Provinz Kurhessen, Landkreis Fulda
- ab 1945: Deutsches Reich, Amerikanische Besatzungszone,[Anm. 4] Groß-Hessen, Regierungsbezirk Kassel, Landkreis Fulda
- ab 1946: Deutsches Reich, Amerikanische Besatzungszone, Hessen, Regierungsbezirk Kassel, Landkreis Fulda
- ab 1949: Bundesrepublik Deutschland, Hessen, Regierungsbezirk Kassel, Landkreis Fulda
- ab 1972: Bundesrepublik Deutschland, Hessen, Regierungsbezirk Kassel, Landkreis Fulda, Gemeinde Eichenzell[Anm. 5]

## Bevölkerung

### Einwohnerentwicklung
| • 1812: | 19 Feuerstellen, 127 Seelen |

| Löschenrod: Einwohnerzahlen von 1812 bis 2023 | Löschenrod: Einwohnerzahlen von 1812 bis 2023 | Löschenrod: Einwohnerzahlen von 1812 bis 2023 | Löschenrod: Einwohnerzahlen von 1812 bis 2023 | Löschenrod: Einwohnerzahlen von 1812 bis 2023 |
| --- | --------------------------------------------- | --------------------------------------------- | --------------------------------------------- | --------------------------------------------- |
| Jahr |                                               |                                               |                                               | Einwohner                                     |
| 1812 | 1812                                          |                                               | 127                                           | 127                                           |
| 1834 | 1834                                          |                                               | 181                                           | 181                                           |
| 1840 | 1840                                          |                                               | 167                                           | 167                                           |
| 1846 | 1846                                          |                                               | 190                                           | 190                                           |
| 1852 | 1852                                          |                                               | 199                                           | 199                                           |
| 1858 | 1858                                          |                                               | 204                                           | 204                                           |
| 1864 | 1864                                          |                                               | 213                                           | 213                                           |
| 1871 | 1871                                          |                                               | 216                                           | 216                                           |
| 1875 | 1875                                          |                                               | 207                                           | 207                                           |
| 1885 | 1885                                          |                                               | 186                                           | 186                                           |
| 1895 | 1895                                          |                                               | 204                                           | 204                                           |
| 1905 | 1905                                          |                                               | 221                                           | 221                                           |
| 1910 | 1910                                          |                                               | 219                                           | 219                                           |
| 1925 | 1925                                          |                                               | 219                                           | 219                                           |
| 1939 | 1939                                          |                                               | 143                                           | 143                                           |
| 1946 | 1946                                          |                                               | 360                                           | 360                                           |
| 1950 | 1950                                          |                                               | 284                                           | 284                                           |
| 1956 | 1956                                          |                                               | 419                                           | 419                                           |
| 1961 | 1961                                          |                                               | 439                                           | 439                                           |
| 1967 | 1967                                          |                                               | 639                                           | 639                                           |
| 1970 | 1970                                          |                                               | 652                                           | 652                                           |
| 1980 | 1980                                          |                                               | ?                                             | ?                                             |
| 1990 | 1990                                          |                                               | ?                                             | ?                                             |
| 1996 | 1996                                          |                                               | 1.101                                         | 1.101                                         |
| 2000 | 2000                                          |                                               | 1.121                                         | 1.121                                         |
| 2005 | 2005                                          |                                               | 1.188                                         | 1.188                                         |
| 2011 | 2011                                          |                                               | 1.185                                         | 1.185                                         |
| 2016 | 2016                                          |                                               | 1.148                                         | 1.148                                         |
| 2020 | 2020                                          |                                               | 1.254                                         | 1.254                                         |
| 2023 | 2023                                          |                                               | 1.279                                         | 1.279                                         |
| Datenquelle: Historisches Gemeindeverzeichnis für Hessen: Die Bevölkerung der Gemeinden 1834 bis 1967. Wiesbaden: Hessisches Statistisches Landesamt, 1968. Weitere Quellen: LAGIS; Gemeinde Eichenzell; Zensus 2011 |                                               |                                               |                                               |                                               |

### Einwohnerstruktur 2011
Nach den Erhebungen des Zensus 2011 lebten am Stichtag dem 9. Mai 2011 in Löschenrod 1185 Einwohner. Darunter waren 30 (2,5 %) Ausländer.
Nach dem Lebensalter waren 255 Einwohner unter 18 Jahren, 555 zwischen 18 und 49, 186 zwischen 50 und 64 und 192 Einwohner waren älter.
Die Einwohner lebten in 495 Haushalten. Davon waren 126 Singlehaushalte, 150 Paare ohne Kinder und 168 Paare mit Kindern, sowie 39 Alleinerziehende und 9 Wohngemeinschaften. In 102 Haushalten lebten ausschließlich Senioren und in 357 Haushaltungen lebten keine Senioren.

### Historische Religionszugehörigkeit
| • 1885: | 186 katholische (= 100 %) Einwohner                               |
| • 1961: | 27 evangelische (= 6,15 %), 411 katholische (= 93,62 %) Einwohner |

## Politik
Für den Ortsteil Löschenrod besteht ein Ortsbezirk (Gebiete der ehemaligen Gemeinde Löschenrod) mit Ortsbeirat und Ortsvorsteher nach der Hessischen Gemeindeordnung.
Der Ortsbeirat besteht aus sieben Mitgliedern. Bei den Kommunalwahlen in Hessen 2021 betrug die Wahlbeteiligung zum Ortsbeirat 54,93 %. Dabei wurden gewählt: drei Mitglieder der SPD und je zwei Mitglieder der CDU und der „Bürgerliste Eichenzell“. Der Ortsbeirat wählte Holger Breithecker (SPD) zum Ortsvorsteher.

## Kultur und Sehenswürdigkeiten
- „Dreieckbildstock“ aus dem Jahre 1711 in der Straße Am „Bildstock“; einzigartig im Fuldaer Land.[13]